# Ачар (блюдо)
Ача́р (индон. и малайск. acar) — блюдо индонезийской, малайской и сингапурской кухонь. Представляет собой разновидность пикулей: мелко нарезанные овощи одного либо различных видов, приготовленные в особом маринаде с добавлением сахара и специй.
Чаще всего для приготовления блюда используются огурец, морковь, репчатый лук, лук-шалот, перец чили. Овощи могут подвергаться маринованию как в сыром виде, так и после бланширования либо пассерования.
Ачар может служить закуской или гарниром, а также использоваться как соус для тушения рыбы, морепродуктов или мяса. В последнем случае готовое тушёное блюдо обычно также называется «ачар».

## Происхождение и распространение

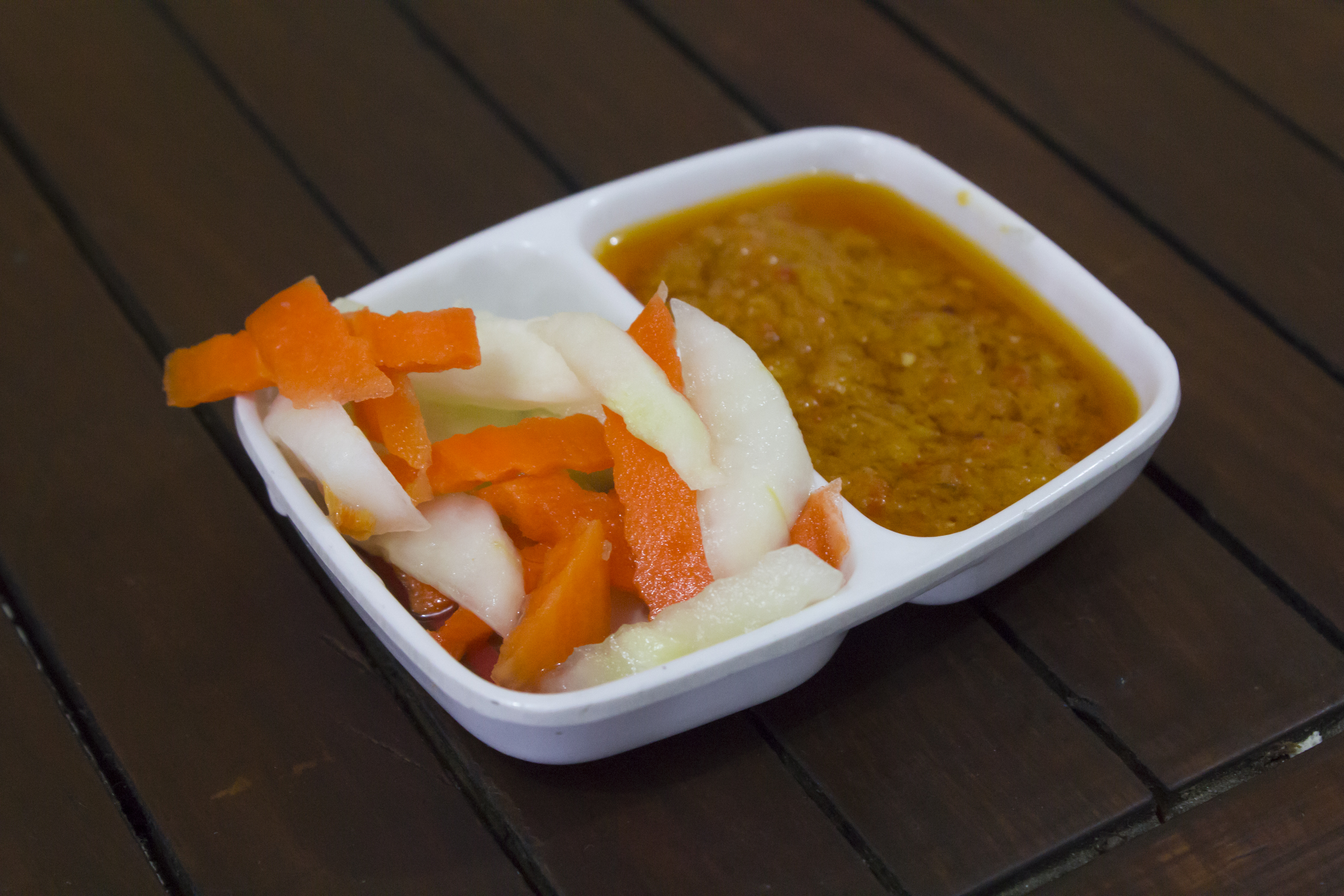
Ачар, поданный в качестве приправы вместе с перечной пастой — самбалом

Практика маринования овощей, обеспечивающая не только придание им дополнительных вкусовых качеств, но и достаточно длительное хранение, особенно востребованное в условиях экваториального климата, распространилась на Малайском архипелаге и Малаккском полуострове под влиянием индийской кухни, традиционно сильным в Юго-Восточной Азии. Само название «ача́р» имеет индоиранское происхождение: в северных районах Индии и Пакистане так называются местные разновидности пикулей. Кроме того, многие из овощей, наиболее часто используемых для ачара, в частности, огурец и морковь, были в разное время заимствованы жителями Малайского архипелага и Малакки в ходе их контактов с народами Южной Азии. Некоторые исследователи полагают, что дополнительным фактором популяризации ачара в Индонезии стало влияние европейских кулинарных традиций: употребление пикулей в качестве закуски широко практиковалось в среде нидерландских колонизаторов.
Ачар является популярным блюдом во многих районах Индонезии, Западной и Восточной Малайзии, а также в Сингапуре и Брунее. Он также получил определённое распространение за пределами этих стран, в частности, в сопредельном с Малайзией Таиланде, а также в Нидерландах, которые с колониальных времён сохраняют достаточно тесные социокультурные связи с Индонезией.

## Приготовление и разновидности
Основа ачара может быть однокомпонентной, однако, как правило, представляет собой более или менее равномерную смесь из трёх-четырёх видов различных овощей. Повсеместно наибольшей популярностью в качестве ингредиентов этого блюда пользуются огурец, морковь, лук-шалот и репчатый лук. Также в этих целях используются различные виды стручкового перца, помидор, чайот съедобный, хикама, реже капуста, чеснок, плоды амбареллы, стручковая фасоль, молодая кукуруза, а также различные виды вигны и такие фрукты, как ананас и манго.
Большинство видов овощей и фруктов нарезается мелкими кусочками — ломтиками либо соломкой: целиком в ход идут мелкие стручки перца, плоды амбареллы или дольки чеснока. Огурцы могут использоваться как в очищенном виде, так и с кожурой, помидоры — как красные, так и зелёные, из стручкового перца перед нарезкой принято вынимать семена.

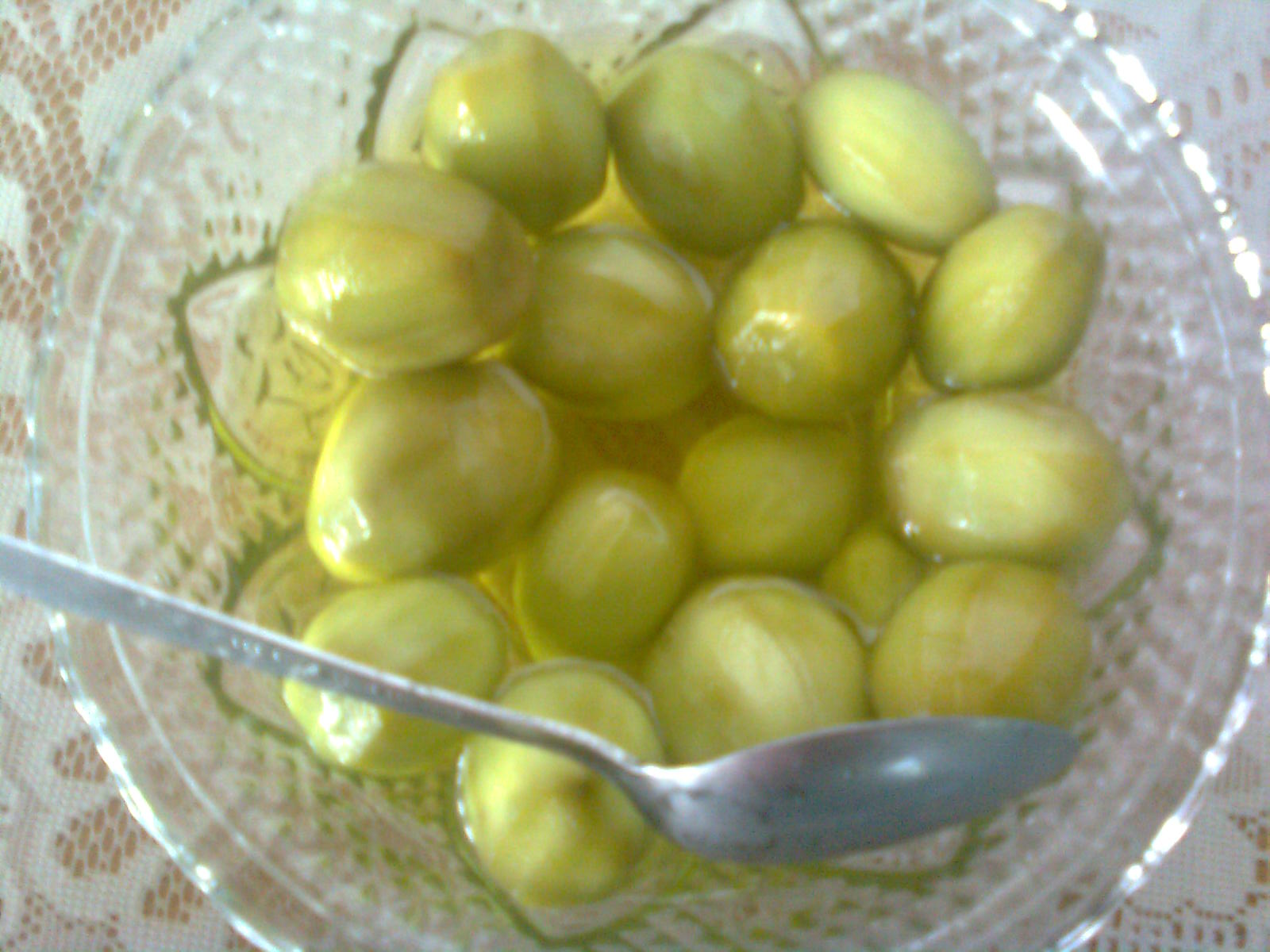
Ачар из плодов амбареллы. Остров Банка, Индонезия

Овощи часто подвергаются маринованию в сыром виде — такие виды блюда обычно называются «свежий ачар» (индон. acar segar), однако многие рецепты предусматривают их предварительное бланширование или пассерование, некоторые — обжарку в измельчённом красном перце или толчёном арахисе. Основой маринада почти всегда служит уксус, в той или иной пропорции разведённый водой. В большинстве случаев в него добавляют обычный или пальмовый сахар, весьма часто соль, сок лайма или лимона и различные специи: имбирь, цимбопогон, калган, лумбанг, измельчённый перец чили или чеснок. Иногда в качестве добавки используется также куркума, которая придаёт овощной смеси не только дополнительный вкусовой оттенок, но и интенсивный жёлтый цвет — поэтому подобная разновидность ачара традиционно называется «жёлтый ачар» (индон. и малайск. acar kuning).
Маринад может быть холодным, но нередко доводится до кипения — особенно в случае добавки в него значительного количества сахара и специй. Длительность процесса маринования может существенно варьироваться: в большинстве случаев блюдо считается готовым уже через несколько минут после заливки жидкостью, однако иногда этот срок доходит до суток.
Традиционно некоторые города и местности специализируются на определённых видах ачара, имеющих некие особенности в плане состава основных ингредиентов или маринада. Так, например, кулинарным специалитетом индонезийского острова Банка является ачар из плодов амбареллы в очень сладком маринаде, западной части острова Тимор — ачар из цветов сесбании крупноцветковой в маринаде с добавлением креветочной пасты, а яванского города Пурвокерто — ачар из огурца, помидора и лука шалот, изготовляемый без уксуса: овощи бланшируются в отваре куркумы, чеснока, чёрного и красного перца.

## Подача и употребление

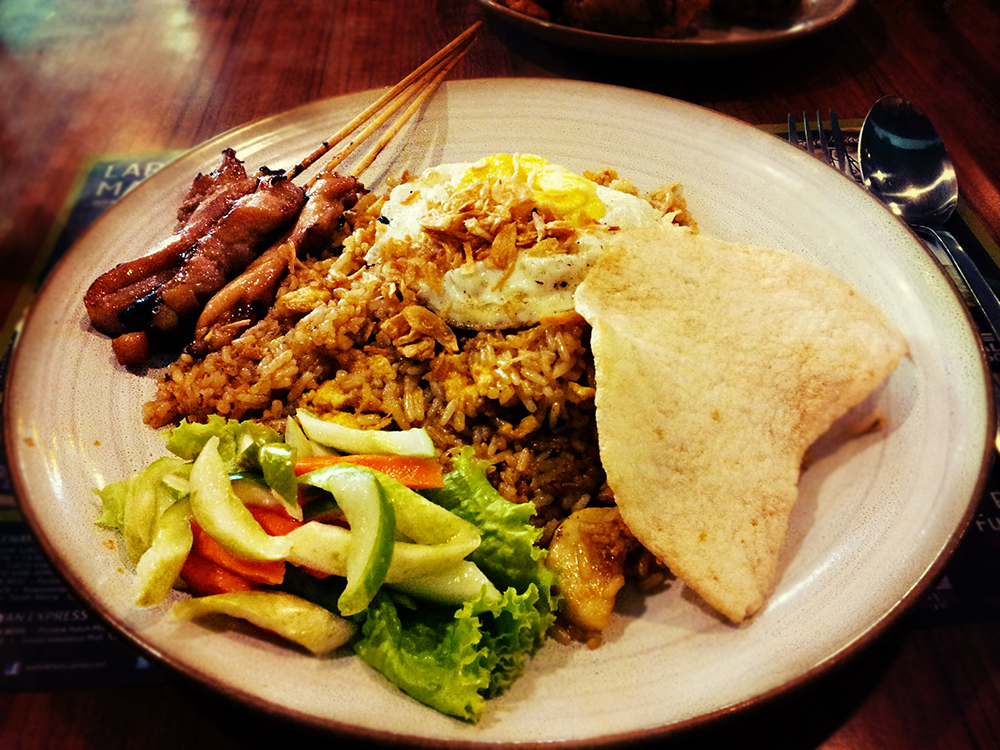
Ачар, поданный в качестве гарнира к наси-горенг вместе с сате и крупуком

Ачар часто заготовляется впрок. Срок его хранения в значительной степени зависит от состава маринада: в плотно закрытой ёмкости он может храниться по крайней мере несколько дней при комнатной температуре, а в холодильнике — значительно дольше.
Это блюдо весьма популярно в домашней кухне, а также часто подаётся в заведениях общественного питания. Оно может служить как самостоятельной лёгкой закуской, так и гарниром либо приправой к основным блюдам. Особенно часто ачар сопровождает такие специалитеты индонезийской, малайской и сингапурской кухни, как наси-горенг и сате, а также различные мясные и рыбные кушанья. В таких случаях порция маринованных овощей обычно выкладывается на одну тарелку с основным блюдом либо же, реже, подаётся в отдельной небольшой мисочке наряду с другими приправами.
Кроме того, в Индонезии и Малайзии ачар также используется как соус для тушения. Особенно часто в нём готовятся рыба и морепродукты. Готовое блюдо в таких случаях обычно также называется «ачар», а название основного продукта как правило служит определением: «рыбный ачар» (индон. acar ikan), «креветочный ачар» (индон. acar udang). Некоторые из таких блюд имеют традиционную привязку к определённой местности: так, креветочный ачар считается кулинарным специалитетом суматранского города Палембанг, а томлёные в ачаре утиные яйца пользуются особой популярностью в калимантанском Банджармасине.